# Kim Hye-na
Kim Hye-na (en hangul 김혜나; 25 de octubre de 1980) es una actriz surcoreana, cuya carrera se ha desarrollado sobre todo en el ámbito del cine independiente.

## Vida personal
Se graduó en interpretación en la Universidad Nacional de Artes de Corea.
En 2008 comenzó una relación con el cantante Kim Hyeon-seong, hecho que confirmó ella misma un año más tarde. La relación se interrumpió a finales de 2015.

## Carrera
En abril de 2022 firmó un contrato de representación con la agencia K-One Entertainment. Anteriormente estaba representada por la agencia Lara Media.
Dentro del cine independiente, su carrera ha estado ligada desde el inicio con el género del terror, por el que muestra cierta predilección como actriz, no como espectadora, y dentro del cual ha encarnado a diversos personajes en películas como Into the Mirror, Red Eye, o series como Urban Ghost Deja Vu.
Debutó en 2001 en la película Flower Island, con el personaje de una prostituta que quiere dejar de serlo después de que un anciano cliente muriera en su cama. Su interpretación mereció el premio a la mejor actriz revelación concedido en 2002 por la Asociación de Críticos de Cine de Busan.
En 2003 intepretó el personaje de Ji-hyeon, una mujer misteriosa que ronda la escena de un asesinato sosteniendo una cámara de vídeo, en la película de terror Into the Mirror.
En 2004 alternó el terror de Red Eye con apariciones en algunas comedias ligeras. Dos años después protagonizó la película dramática Don't Look Back, con el personaje de Jeong-hee, una joven que no logra aceptar la vuelta de su padre a casa, tras una ausencia de quince años. Y al año siguuiente, 2007, volvió al drama protagonizando la coproducción coreana-norteamericana HERs, con el personaje de Gina, una joven que deambula sola por Los Ángeles, una lejana tierra extranjera.
En 2007 entró en las series de televisión, donde no había actuado si se excluyen las obras de un solo acto, con un papel secundario en la comedia de situación Unstoppable Marriage, que se prolongó por 140 capítulos entre noviembre de ese año y mayo de 2008. En 2009 volvió al género de terror en Yoga Academy, protagonizada por Eugene, sobre mujeres que se reúnen en una misteriosa academia de yoga, donde algunas de ellas acaban muriendo. Después actuó en el drama Cafe Noir, en el que interpreta a una profesora de enseñanza secundaria enamorada de un compañero de trabajo, el cual ha perdido el interés en ella.
En 2011 fue la amiga de la protagonista Nam Sang-mi en el drama The Peach Tree. En 2013 probó un nuevo género, el suspenso, con un papel importante en The Murderer. En ella es la madre de Ji-soo, que se ha divorciado y se fue al campo para criar a su hija sola. Al año siguiente protagonizó el melodrama romántico y de suspenso Melo.
En 2014 apareció en dos series de televisión, una de género histórico, Maids, donde interpreta a una sirvienta, y la otra una comedia adolescente de misterio, Seonam Girls High School Investigators, en la que va interpretando a varios personajes a lo largo de los capítulos. En 2019 protagonizó Aewol - Written on the Wind, un melodrama sobre un hombre y una mujer que coinciden en esta localidad de la isla de Jeju. Su personaje es el de So-won, que se ha quedado a vivir en Aewol porque añora a su amante, muerto en accidente precisamente allí.

## Filmografía

### Películas
| Año  | Título                      | Hangul               | Papel                         | Notas                                              | Ref.                 |
| ---- | --------------------------- | -------------------- | ----------------------------- | -------------------------------------------------- | -------------------- |
| 2001 | Flower Island               | 꽃섬                 | Hye-na                        |                                                    |                      |
| 2003 | Into the Mirror             | 거울 속으로          | Lee Ji-hyeon                  |                                                    | [ 8 ] [ 19 ]         |
| 2004 | Someone Special             | 아는 여자            | Ju Yu-won                     |                                                    |                      |
| 2004 | Love So Divine              | 신부 수업            | —                             | Cameo                                              |                      |
| 2004 | Red Eye                     | 레드아이             | Hee-joo                       |                                                    | [ 20 ]               |
| 2004 | The Twins                   | 역전의 명수          | Lee Soon-hee                  |                                                    |                      |
| 2006 | Don't Look Back             | 내 청춘에게 고함     | Jeong-hee                     |                                                    | [ 9 ] [ 21 ]         |
| 2007 | HERs                        | 허스                 | Gina 1                        |                                                    | [ 3 ]                |
| 2008 | Viva! Love                  | 경축! 우리 사랑      | Jeong-yoon, hija de Bong-soon |                                                    | [ 22 ]               |
| 2009 | Yoga Academy                | 요가학원             | Yoo-kyeong                    |                                                    | [ 11 ]               |
| 2009 | Cafe Noir                   | 카페 느와르          | Mi-yeon 2                     |                                                    | [ 1 ]                |
| 2011 | King of Pigs                | 돼지의 왕            | Kim Cheol/Lee Myeong-mi (voz) | Película de animación                              | [ 23 ] [ 24 ]        |
| 2011 | The Peach Tree              | 복숭아나무           | Ji-hyeon                      |                                                    | [ 13 ]               |
| 2013 | The Murderer                | 살인자               | Madre de Ji-soo               |                                                    | [ 14 ]               |
| 2013 | Obsessed                    | 인간중독             | Mujer n.º 6                   |                                                    |                      |
| 2013 | Santa Barbara               | 산타바바라           | Actriz en el estreno          | Cameo                                              |                      |
| 2014 | Melo                        | 멜로                 | Yoon-seo                      |                                                    | [ 15 ]               |
| 2015 | Wonderful Nightmare         | 미쓰 와이프          | Madre de Yeon-soo             | Cameo                                              |                      |
| 2015 | Female Wars: Wandering Eyes | 여자 전쟁: 떠도는 눈 | Eun-joo                       | Distribuida en VOD                                 | [ 25 ]               |
| 2016 | Split                       | 스플릿               | Mrs. Yoon                     |                                                    | [ 26 ]               |
| 2017 | The Villainess              | 악녀                 | Novata que se entrena         | Cameo                                              |                      |
| 2017 | Missing 2                   | 실종2                | Representante Yoon            |                                                    | [ 27 ]               |
| 2019 | Aewol - Written on the Wind | 애월                 | Han So-wol                    |                                                    | [ 18 ]               |
| 2021 | Long Day                    | 긴 하루              | Yoon-ju                       | Película colectiva en cuatro partes. Parte n.º 3   | [ 28 ]               |
| 2022 | Por favor, señor            | 말임씨를 부탁해      | Eugene                        | Título alternativo de la película: Cuide a mi mamá | [ 6 ]                |
| 2023 | Her Hobby                   | 그녀의 취미생활      | Hye-jeong                     | Protagonista                                       | [ 29 ] [ 30 ] [ 31 ] |

### Series de televisión
| Año  | Título                                 | Hangul              | Papel        | Canal   | Notas                                 | Ref.          |
| ---- | -------------------------------------- | ------------------- | ------------ | ------- | ------------------------------------- | ------------- |
| 2007 | Unstoppable Marriage                   | 못말리는 결혼       | Goo Hye-joo  | KBS     |                                       | [ 10 ]        |
| 2009 | Reversal of Fate                       | 다 줄거야           | Lee Kang-hee | KBS     |                                       | [ 32 ]        |
| 2013 | Kind Words                             | 따뜻한 말 한마디    | Yeong-kyeong | SBS     |                                       | [ 33 ]        |
| 2014 | Maids                                  | 하녀들              | Ok-lee       | jTBC    |                                       | [ 16 ] [ 34 ] |
| 2014 | Seonam Girls High School Investigators | 선암여고 탐정단     | Sin Jang-mi  | jTBC    | Interpreta varios papeles en la serie | [ 17 ]        |
| 2015 | Super Daddy Yeol                       | 슈퍼대디 열         | Min Mang Hae | tvN     |                                       | [ 35 ]        |
| 2015 | Female War                             | 여자 전쟁           |              | IPTV    |                                       | [ 36 ]        |
| 2015 | Because It's the First Time            | 처음 이라서         |              | OnStyle |                                       |               |
| 2016 | Vampire Detective                      | 뱀파이어 탐정       | Kim Ji-yeon  | OCN     | Cameo (episodio n.º 6)                | [ 26 ]        |
| 2019 | Voice 3                                | 보이스 3            |              | OCN     |                                       |               |
| 2019 | Psychopath Diary                       | 싸이코패스 다이어리 | Seo Ji-eun   | tvN     |                                       | [ 37 ]        |
| 2023 | Family                                 | 패밀리              |              | tvN     | Aparición especial (episodio n.º 8)   | [ 38 ]        |

## Teatro
| Año  | Título                 | Hangul           | Autor      | Papel               | Notas                                               | Ref.   |
| ---- | ---------------------- | ---------------- | ---------- | ------------------- | --------------------------------------------------- | ------ |
| 2018 | Father in the Scabbard | 칼집 속에 아버지 | Go Yeon-ok | Song Bo-eun/Cho-hee | Teatro Daehamgno, 20 de abril a 13 de mayo de 2018. | [ 39 ] |
| 2019 | Sibinoza               | 시비노자         |            | Miembro del jurado  |                                                     | [ 40 ] |